# Geoffroy Guichard
Geoffroy Guichard, né à Feurs le 21 juillet 1867 et mort à Paris 7e le 26 avril 1940,, est un commerçant et entrepreneur français, fondateur du groupe Casino.

## Biographie
Geoffroy Marie Fleury Guichard naît à Feurs en 1867, dans une famille de commerçants. Ses parents, Jean-Marie Guichard et Catherine Martin, tiennent une épicerie, place du Marché (renommée depuis place Geoffroy-Guichard). Il est l'aîné de quatre enfants : lui-même, Georges (né en 1868), Claude (né en 1872) et Laurence (mort-née en 1885). 
En 1892, Geoffroy Guichard devient, avec son beau-père, M. Perrachon, propriétaire d'une grande épicerie à Saint-Étienne (Loire). Le magasin des Établissements Guichard et Perrachon est installé sur le site de l'ancien Casino lyrique, rue des Jardins (renommée depuis rue Michel-Rondet). Geoffroy Guichard y travaille avec sa femme, Antonia, et ils vivent dans le même bâtiment : les fenêtres de leur appartement, surnommé « le sénat » par leur personnel, donnent sur la cour intérieure du magasin, où sont entreposées des marchandises. 
En 1898, il fonde l'enseigne Casino, conservant ainsi la mémoire des lieux. La première succursale de Casino ouvre à Veauche la même année. 
En 1902, Geoffroy Guichard lance la première marque de distributeur française, la marque Casino, qui devient par la suite un des principaux groupes français de grande distribution.
En 1904, alors que les lois sur les retraites ouvrières sont en préparation, il crée la caisse de prévoyance et d’assurance décès pour les gérants et les salariés de Casino qui devient l'année suivante la Société de secours mutuel des Établissements Guichard et Perrachon.
En 1912, il crée l'association sportive de Casino sous le nom d'Amicale des employés de la Société des magasins Casino, qui devient plus tard l'Association sportive de Saint-Étienne. 
Le nom de Geoffroy Guichard est donné au stade de l'Association sportive de Saint-Étienne (AS Saint-Étienne ou ASSE),, construit sur un terrain appartenant alors aux établissements Casino.
Geoffroy Guichard est enterré à Feurs, sa ville natale, à une quarantaine de kilomètres de Saint-Étienne.

### Décoration
- 1923 : officier de la Légion d'honneur[8],[9].

## Postérité
Son fils, Pierre Guichard, est un président emblématique de l'Association sportive de Saint-Étienne (ASSE).